# Брановский, Роман Петрович
Роман Петрович Брановский (укр. Роман Петрович Брановський; род. 1922 год, Бышев) — бригадир колхоза «Дружба» Радеховского района Львовской области, Украинская ССР. Герой Социалистического Труда (1966).
Родился в 1922 году в крестьянской семье. С 1950-х годов — колхозник, бригадир комплексной бригады полеводов колхоза «Дружба» села Забава Радеховского района Львовской области; затем — бригадир комплексной бригады полеводов колхоза имени XXII съезда КПСС села Бышев Радеховского района Львовской области. В 1960 году вступил в КПСС.
В 1966 году бригада Романа Брановского собрала в среднем по 31 центнера озимой пшеницы с каждого гектара. Указом Президиума Верховного Совета СССР от 23 июня 1966 года «за успехи, достигнутые в увеличении производства и заготовок пшеницы, ржи, гречихи и других зерновых и кормовых культур, а также высокопроизводительное использование техники» удостоен звания Героя Социалистического Труда с вручением ордена Ленина и золотой медали «Серп и Молот».
Избирался делегатом XXIV съезда КПСС.